# Woori Yallock Creek
Der Woori Yallock Creek ist ein Bach im Süden des australischen Bundesstaates Victoria und ein Nebenfluss des Yarra River.
Er entspringt am Osthang der Dandenongs bei Emerald und mündet bei Woori Yallock in den Yarra River.
Nebenflüsse des Woori Yallock Creek sind (bachaufwärts):
- McCrae Creek
- Shepherd Creek (mit Cockatoo Creek)
- Wandin Yallock Creek
- Middle Creek
- Sassafras Creek